# 鲁霍拉·乔梅
鲁霍拉·乔梅（波斯語：‎，1974年4月5日—）是伊朗政治家和新聞工作者。他曾担任伊朗伊斯兰共和国内政部副部长和部长顾问。他还曾担任伊朗伊斯兰共和国通讯社副社长。
外界曾質疑2009年伊朗总统选举可能出现舞弊，他表示，马哈茂德·艾哈迈迪内贾德和伊朗总统府已让他在投票结束前在IRNA通讯社上公布内贾德选举获胜的消息。
他曾表示，2019－2020年伊朗抗議時有23%的伊朗抗议者被枪杀。他還表示：“议会中的国家安全和外交政策委员会的一些成员都知道汽油配额已出現问题。